# Martin Schaudt
Martin Schaudt (Balingen, 7 de diciembre de 1958) es un jinete alemán que compitió en la modalidad de doma.
Participó en dos Juegos Olímpicos de Verano, obteniendo dos medallas de oro en la prueba por equipos, en Atlanta 1996 (junto con Klaus Balkenhol, Monica Theodorescu e Isabell Werth) y en Atenas 2004 (con Heike Kemmer, Hubertus Schmidt y Ulla Salzgeber). Ganó una medalla de oro en el Campeonato Europeo de Doma de 1995.

## Palmarés internacional
| Juegos Olímpicos   | Juegos Olímpicos         | Juegos Olímpicos | Juegos Olímpicos |
| Año                | Lugar                    | Medalla          | Categoría        |
| ------------------ | ------------------------ | ---------------- | ---------------- |
| 1996               | Atlanta (Estados Unidos) | Medalla de oro   | Por equipos      |
| 2004               | Atenas (Grecia)          | Medalla de oro   | Por equipos      |
| Campeonato Europeo |                          |                  |                  |
| Año                | Lugar                    | Medalla          | Categoría        |
| 1995               | Mondorf (Luxemburgo)     | Medalla de oro   | Por equipos      |